# إسقبر شطرنجي
إسْقَبْر شطرنجي الذي تم فحصه ( Carterocephalus palaemon ) ، لا يجب الخلط بينه وبين ربانه الكبير، هو فراشة صغيرة من الغابات في عائلة Hesperiidae . هذه الفراشة يمكن أن تعيش في المراعي. الجانب العلوي من الفراشة بني مع بقع برتقالية وعلى الجانب السفلي، يكون ربان مربعات اللون برتقاليًا مع بقع بنية. تم العثور على ربان متقلب في بريطانيا العظمى وغيرها من المناطق الأوروبية، ولكن ينظر محليا في اليابان وأمريكا الشمالية. في أمريكا الشمالية، يُعرف قائد الرنة المتقلب باسم قائد منطقة القطب الشمالي. يتراوح حجم ربان مربعات من 19 إلى 32   مم مع الإناث يجري أكبر. في السبعينيات من القرن الماضي، انقرض قائد مربعات الأشجار في إنجلترا بسبب الإدارة الجديدة للغابات.

## وصف
هذه الفراشة لها جناحيها ما بين 29 إلى 31   مم. إن الجوانب العليا للربّان المربّع بلون بني داكن مع موازين برتقالية عند قاعدة الأجنحة والبقع الذهبية، مما يمنحها الاسم الإنجليزي للزعانق المتقلب. النمط الأساسي على الجانب السفلي متشابه، لكن الأعمدة الأمامية برتقالية اللون ذات بقع داكنة، بينما تكون الأقفاص الخلفية مزينة بنقوش بلون الكريم. الجنسين متشابهان على الرغم من أن الإناث أكبر بشكل عام قليلاً.

## توزيع
كان ربان الداما مقيمًا سابقًا في إنجلترا واسكتلندا. حاليا، تم العثور على قائد متقلب فقط في غرب اسكتلندا. يجري تنفيذ برنامج لإعادة إدخال الأنواع إلى إنجلترا. وصلت الفراشة أيضًا إلى أجزاء من اليابان لكنها تواجه تهديدات هناك. في أمريكا الشمالية، يُعرف قائد الرماية أيضًا باسم قائد القطب الشمالي ويوجد في السواحل الشمالية ويمتد إلى وسط ألاسكا. ويمكن رؤية قائد متقلب في وسط كاليفورنيا. وقد شوهد قائد متقلب على طول سواحل كندا. يُعتبر عادةً غابة فراشة تتكاثر داخل الغابات الرطبة وحولها، وتفضل الخلوص ومسارات الغابات ويبدو أن لها جاذبية خاصة لزهور الغابة الزرقاء.